# HLA-DQ2
| Haplotip cis | Haplotip cis | Haplotip | Haplotip |
| ------------ | ------------ | -------- | -------- |
| Isoforma     | Subtipus     | DQA1     | DQB1     |
| DQ α²β²      | DQ2.2        | *0201    | *0202    |
| DQ α3β²      | DQ2.3        | *0303    | *0202    |
| DQ α⁵β²      | DQ2.5        | *0501    | *0201    |

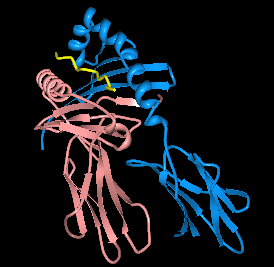
Il·lustració del HLA-DQ2.5 amb pèptid de gliadina desamidat

El HLA-DQ2 (DQ2) és un grup de serotips inclòs dins del sistema de serotips HLA-DQ (DQ).
El serotip es determina a través del reconeixement dels anticossos del subconjunt β² de cadenes β de DQ.
La cadena β de DQ és codificada pel locus HLA-DQB1 i els DQ2 són codificats pel grup d'al·lels HLA-DQB1*02. Aquest grup consta normalment de dos al·lels, DQB1*0201 i DQB1*0202.
HLA-DQ2 i HLA-DQB1*02 tenen pràcticament el mateix significat.
Les cadenes β del DQ2 combinen amb les cadenes α, codificades per al·lels del HLA-DQA1 vinculats genèticament, per tal de formar les isoformes de l'haplotip cis. Aquestes isoformes, anomenades DQ2.2 i DQ2.5, també són codificades pels gens DQA1*0201 i DQA1*0501, respectivament.
El DQ2 és més comú en l'Europa Occidental, el Nord i l'Est d'Àfrica.
Les freqüències més elevades han estat observades en parts d'Espanya i Irlanda. Aquesta distribució té correlació amb la freqüència de dues de les malalties autoimmunitàries més prevalents. També hi ha un increment del DQB1*0201 en l'Àsia central, amb valors màxims a Kazakhstan i disminuint progressivament d'oest a est cap a la Xina i, finalment, el Sud-est asiàtic.
El DQ2.5 és un dels factors més predisposants per a malalties autoimmunitàries. Sovint, és codificat per un haplotip associat a un gran nombre de malalties. Aquest haplotip, conegut com a HLA A1-B8-DR3-DQ2, està associat amb malalties en les quals es sospita una implicació del HLA-DQ2. La implicació del DQ2 és segura en els casos de celiaquia.

## Serologia
L'anàlisi serològic consisteix en un procés de detecció d'anticossos al sèrum sanguini. La presència d'aquests anticossos permet determinar respostes a agents infecciosos de manera específica.
El serotipat del HLA-DQ2 és un dels més eficaços. L'eficàcia d'aquesta prova es tradueix a una identificació precisa dels individus portadors del DQ2. Aproximadament, un 90% dels pacients que manifesten la malaltia de la celiaquia i un 20% dels individus sans són portadors de l'haplotip HLA-DQ2. A més, d'entre els individus no portadors del DQ2, la majoria presenten l'haplotip HLA-DQ8. Per aquest motiu, la identificació dels haplotips en qüestió no pot ser considerada com a prova definitiva i determinant, sinó que ha d'anar acompanyada d'altres dades extretes de la serologia.
El fet de detectar els al·lels d'aquests haplotips en certs individus permet delimitar una població amb un major factor de risc de patir celiaquia.
| Al·lel DQB1* | DQ2 (%) | Grandària de la mostra (N) |
| ------------ | ------- | -------------------------- |
| *0201        | 98      | 9175                       |
| *0202        | 87      | 656                        |

| DQ                                                                                        | DQ           | DQ       | DQ    | DQ   | Freq  |
| ----------------------------------------------------------------------------------------- | ------------ | -------- | ----- | ---- | ----- |
| Serotip                                                                                   | Isoforma cis | Subtipus | A1    | B1   | %     |
| DQ2                                                                                       | α⁵-β²        | 2.5      | 0501♣ | 0201 | 13.16 |
| DQ2                                                                                       | α²-β²        | 2.2      | 0201  | 0202 | 11.08 |
| DQ2                                                                                       | α3-β²        | 2.3      | 0302♠ | 0202 | 0.08  |
| ♠DQA1*0302 i *0303 no resolts ♣DQB1*0501, *0505 i alguns *0303 ressolubles per l'haplotip |              |          |       |      |       |

## Al·lels

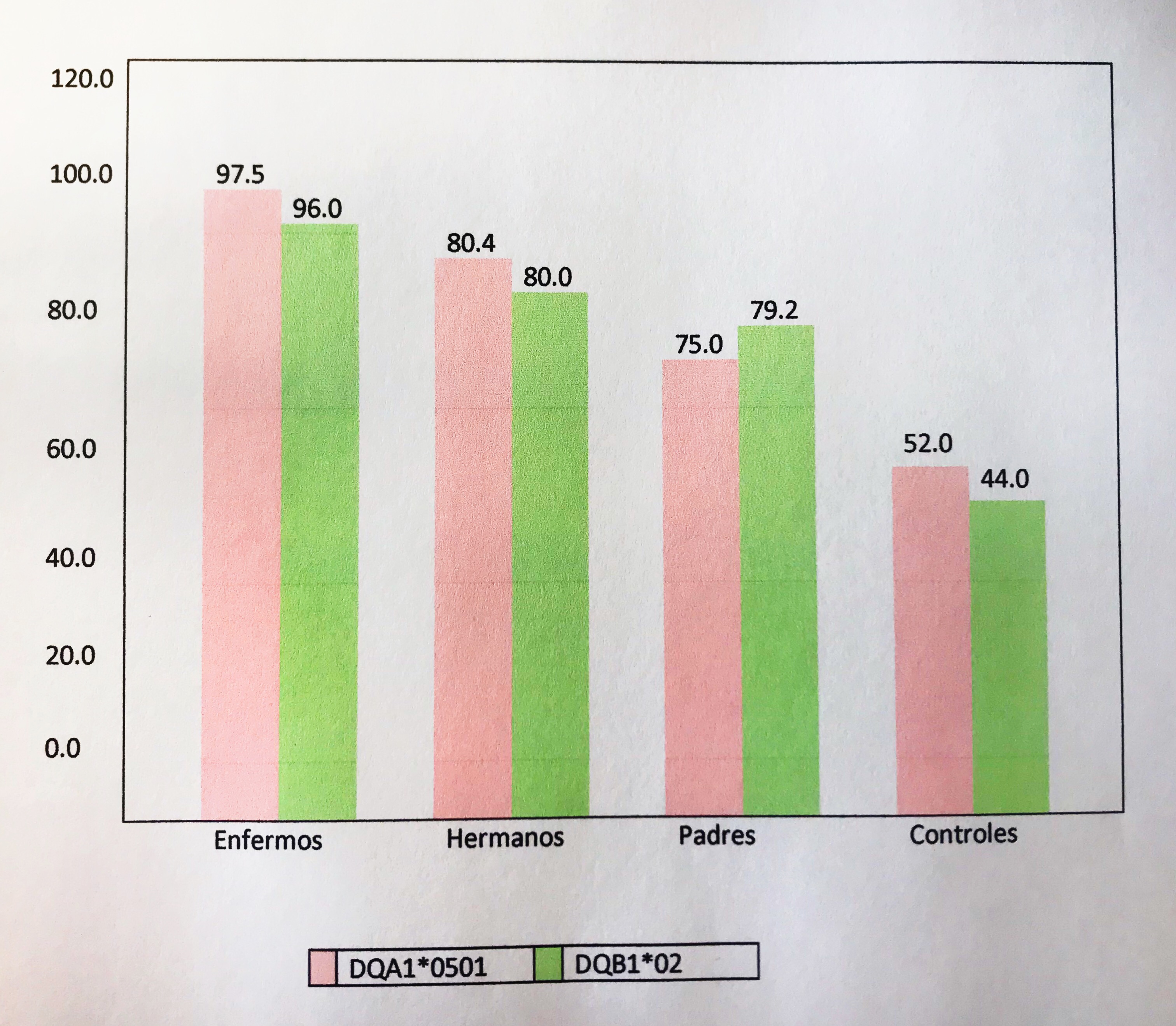
Freqüència de distribució dels al·lels DQA1*0501 i DQB1*02 en malalts celíacs, familiars de primer grau i persones no celíaques.

En alguns individus els al·lels DQA1*0501 i DQB1*02 (DQ2.5) estan associats amb l'al·lel HLA- DRB1, formant tots part d'un únic haplotip DR3 amb configuració cis. En aquest cas, els dos al·lels que codifiquen per les cadenes DQA1*0501 i DQB1*02 es troben en un mateix cromosoma. L'halotip DR3 és comú en els països del centre i del nord d'Europa. Els al·lels DQA1*0501 i DQB1*02 també poden associar-se amb els heterozigots DR5 i DR7, com dos halotips diferents i, en aquest cas, amb configuració trans. Presenten una conformació diferent pel simple fet d'estar localitzats en cromosomes diferents.
Fins ara hem estat parlant de la molècula HLA-DQ2, que apart d'estar codificada per aquests dos al·lels també pot estar-ho pels al·lels A1*0201 i B1*0201 (DQ2.2), tot i que la majoria presenta la primera variant. Tot i ser una molècula homòloga a la molècula HLA-DQ2.5, no es predisposa de la mateixa manera a la malaltia celíaca, ja que presenta una configuració trans (s'hereta conjuntament amb l'HLA-DR7, amb aquest tipus de conformació), com hem mencionat anteriorment. Per tant, podem observar que una petita variació en la cadena de l'al·lel HLA-DQ2 representa un risc considerable a l'hora de patir la malaltia.
La molècula DQ2.5 reté amb major facilitat i estabilitat els pèptids respecte la molècula DQ2.2. Aquest comportament radica en la substitució aminoacídica en la posició a22. La molècula DQ2.5 presenta en aquesta posició una tirosina que li permet establir un pont d'hidrogen amb el pèptid del gluten, mentre que la molècula DQ2.2 presenta una fenialanina.
Aquests dos al·lels comentats anteriorment estan presents el 95% de les vegades en els pacients diagnosticats com a celíacs. De la mateixa manera, els al·lels DQA1*0501 i DQB1*02 són també presents, i en una freqüència major de l'esperada, en els familiars de primer grau.
Els pacients no portadors dels al·lels que formen part del DQ2 (i que representen el 5-10% dels diagnosticats com a celíacs) solen mostrar un segon heterodímer: el HLA-DQ8, codificat pels al·lels DQA1*03 i DQB1*0302, associats normalment a l'al·lel HLA-DR4 i amb configuració cis per formar l'halotip DRB1*04. Aquesta molècula també s'ha vist associada amb la diabetis mellitus de tipus I.
Els pacients que no presenten cap dels dos al·lels de risc (el DQ2 i el DQ8) solen tenir almenys un d'ells dos per separat, ja sigui el DQA1*0501 o el DQB1*02. Hi ha molt pocs casos en què no estiguin presents cap dels dos.
Els termes DQ2 i DQ8 pertànyen a la nomenclatura serologica i identifiquen la cadena del heterodímer.

## Isoformes i haplotips del DQ2

### Introducció

Cariotip humà

Cada ésser humà té 22 parells d'autosomes. El complex HLA és una regió d'uns 3 milions de nucleòtids situats al coromosoma 6. Cada locus del cromosoma comprèn un gran nombre d'al·lels.
L'antigen DQ és un receptor de la superfície de la cèl·lula. El DQ representa 2 locus genètics consecutius, DQA1 i DQB1. Cadascun dels locus comprèn dotzenes d'al·lels amb isoformes úniques. Hi ha una gran varietat d'isoformes possibles. És possible identificar un grup d'isoformes comunes codificades per haplotips que poden heretar-se sense canvis.
Cada al·lel té un nom específic

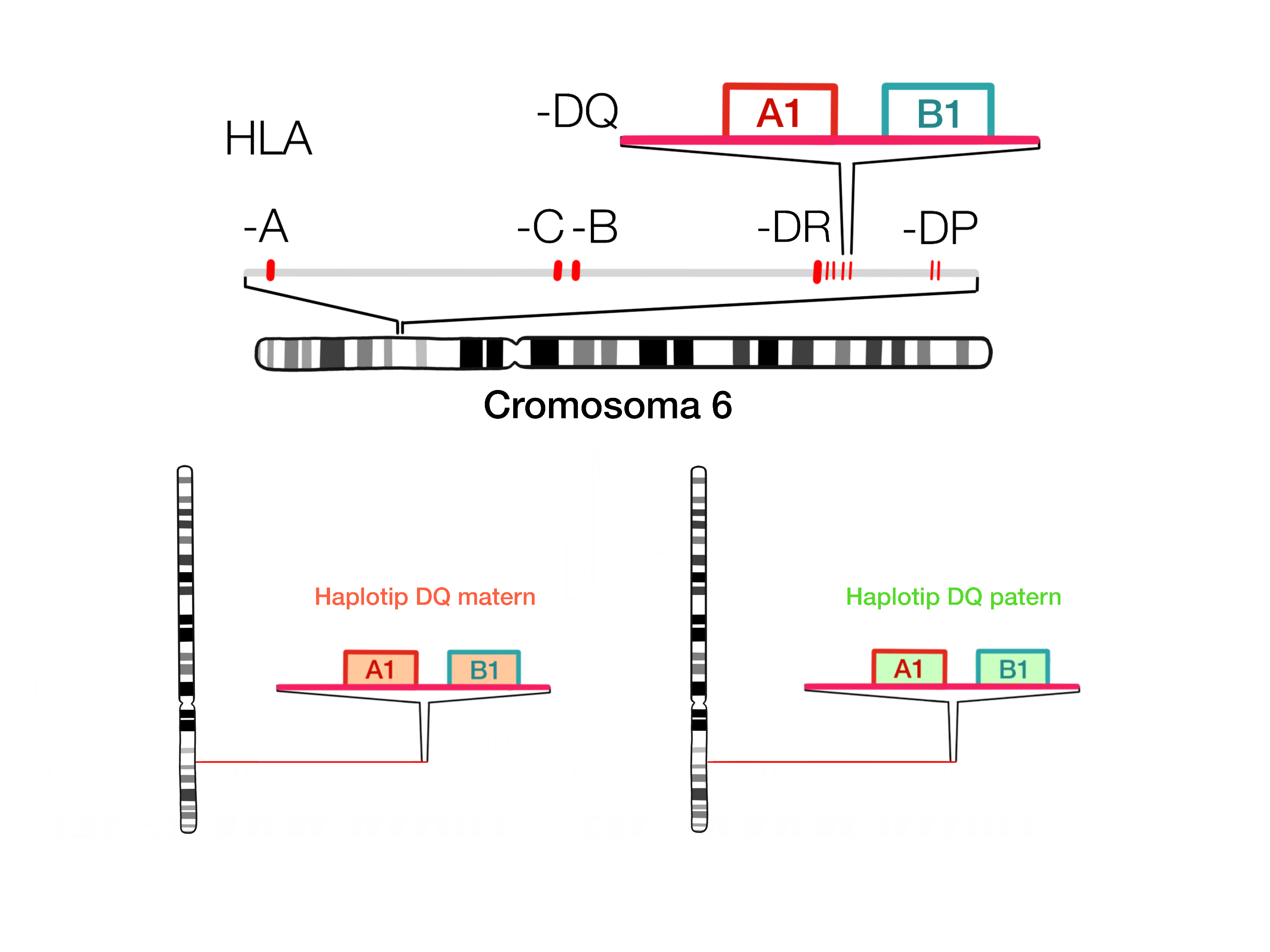
Il·lustració de la localització dels antígens DQ en el cromosoma 6

-  Subunitat alfa (α): DQ1 engloba els grups d'isoformes DQ α1.
-  Subunitat beta (β): DQ2, DQ3, DQ4, DQ5, DQ6.
DQA1* 0101, * 0102, * 0103, * 0104
01: grup d'al·lels
2 últims dígits: al·lel concret del grup
És necessària la informació sobre la cadena beta, sovint es fa referència a haplotips comuns. Estil d'escriptura dels haplotips del HLA-DQ: 
HLA-DQA1*0101:DQB1*0501
Si es considera l'haplofenotip d'una persona, és igualment vàlida l'expressió DQA1*0102:DQB1*0602/DQA1*0501:DQB1*0201, com DQA1*0102/*0501 DQB1*0602/*0201.
Podem identificar a partir de la seva representació totes les potencials isoformes, és a dir, totes les formes diferents que una mateixa proteïna pot adquirir. Aquests canvis conformacionals poder ser deguts a gens que s'hi relacionen o poden generar-se pel mateix gen a través de processos de splicing alternatiu (principalment per SNPs, polimorfismes d'un sol nucleòtid). Les diverses isoformes tindran una gran importància a nivell funcional.
La gran varietat d'isoformes DQ és deguda a l'aparellament dels haplotips cis i trans, tot i que aquests darrers són molt menys comuns. En alguns casos, l'aparellament d'isoformes pot acabar esdevenint un antigen per al mateix individu. Si això succeeix, com més grans siguin les diferències entre pèptids, més ràpida i fàcil serà la seva detecció i, posteriorment, la seva eliminació.

### Diferents haplotips i isoformes
Com es pot observar en la taula de l'apartat de serologia, HLA DQ2 pot presentar diferents isoformes i haplotips. Cadascun d'ells serà responsable de reconèixer un pèptid o altre. En HLA DQ2, trobarem les següents isoformes:

#### DQ2.5
És l'isoforma de HLA DQ2 relacionada amb la celiaquia. Aquest haplotip s'encarrega de reconèixer la Gliadina, un pèptid format a causa de la digestió incompleta del gluten, que al digerir-se, es talla en moltes subunitats de Gliadina les quals no es poden seguir degradant. La hipòtesi és que DQ2.5 presenta el pèptid del gluten i provoca el desencadenament d'una resposta immunitària contra aquest, el qual com a conseqüència, provocarà danys col·laterals als enteròcits intestinals, és a dir a les cèl·lules responsables de l'absorció de nutrients en l'intestí prim. A més, les vellositats es veuran atrofiades.
DQ2.5 és tant una proteïna isoforme com un haplotip genètic. Funciona com una eina per al receptor de membrana DQ alfa5 i beta2. Actualment és un dels heterodímers DQ més comuns, juntament amb DQ2.2. L'haplotit DQ2.5 existeix a causa de l'estreta vinculació genètica entre dos al·lels, descrits com un haplotip DQA1*0501: DQB1*0201. Aquest haplotip codifica la isoforma DQ2.5 cis, referint-se a la conformació cis del DQA1*0501:DQB1*0201 en la mateixa variant del cromosoma 6. Aquesta isoforma també pot èsser codificada com a transhaplotip (entre dues cromàtides germanes) formant la isoforma DQ2.5 trans. Aquesta isoforma apareix quan una persona presenta el fenotip DQ7.5/DQ2.2.
DQ2.5 i el DR3 enllaçats estan associats amb gran probabilitat a fenòmens d'autoimmunitat relatius cap altres haplotips. Es veu relacionat amb la malaltia celíaca, la dermatitis herpetiforme (quan es reconeix la transglutaminas a de les cèl·lules epitelials, desencadenant una resposta inflamatòria, que macroscòpicament es manifestarà en forma d'èczema), diabetis juvenil, síndrome Miastènic de Lambert-Eaton, síndrome Sjögrens, i hepatitis autoimmune (on gran part del risc és secundari a la celiaquia). DR3 i/o DQ2.5 estan vinculats a les següents malalties: ulceració de Moreeen, esclerosi múltiple, malaltia de Grave i Lupus sistèmic eritematós.

#### DQ2.2
Actua com una eina per a la isoforma heterodimèrica DQaLfa 2 i beta 2. Aquesta isoforma està codificada, gairebé exclusivament, per l'haplotip DR7. Un petit percentatge de la celiaquia està associat a aquest haplotip, i algunes malalties que causen gliadines també són presentades per DQ2.2.
Aquest haplotip es troba amb major freqüència, relativament alta, a zones mediterrànies i de l'est Africà. La distribució geogràfica euroasiàtica de DQ2.2 és lleugerament superior que per DQ2.5. En comparació amb DQ2.5, la freqüència a Sardegna és baixa, però a la regió ibèrica està arribant a una màxima freqüència del 30% aproximadament a la zona més nòrdica, a les illes britàniques aquesta freqüència es veu reduïda a la meitat. Al llarg de regions mediterrànies i de l'Àfrica s'estén amb una freqüència significativa, i també mostra una alta presència en regions de l'Àsia central, Mongòlia i una part de la Xina. La presència d'aquest haplotip al sud-est asiàtic i indonèsia sembla el resultat d'un flux d'un gen provinent de l'Índia i la Xina del període postneolític. DQ2.2 mostra una diversitat bastant considerable a l'Àfrica, cosa que s'ha estès cap a la regió ibèrica amb l'addició dels haplotips DQA1*0303:DQB10202 i DR: DQA1*0201:DQB10303. L'expansió de DQ2.2 a Europa sembla haver estat lleugerament posterior a causa d'alguna constricció entre la regió ibèrica i la resta del continent.

#### DQ2.3
És un recurs per a la isofroma heterodimèrica DQ alfa 3 i beta 2. Està codificada per l'haplotip DQA1*0303:DQB1*0202. Aquesta isoforma també pot ser produïda per fenotips on un haplotip és DQ4.3, DQ7.3, DQ8.1, DQ9.3 i l'altre haplotip és DQ2.2o DQ2.5. Per tant, l'haplotip codificat com a receptor és una isoforma de DQ2.3 cis, la qual està genèticament vinculada amb DR7. Per serologia, DR7-DQ2 no poden discriminar DQ2 d'haplotips de DQ2.3, per tant cal la tipificació de DQA1.

#### Altres isoformes
Les cadenes beta de DQ2 poden aparellar-se amb altres cadenes alfa. Malgrat això, no hi ha cap precedència en les isoformes cis per DQ2, 4, 7, 8 o 9 vinculant cadenes alfa DQ1(DQA1*01). Les cadenes DQA1*03, *05 es processen fins a cadenes alfa gairebé idèntiques. La cadena *04 pot formar potencialment un complex amb DQ2 formant DQ2.4. A l'est de l'Àsia hi ha una possibilitat de l'existència de DQ2.6, com a resultat d'aparellar-se amb DQA1*0601.

#### DQ2.5 i DQ2.2 i el gluten
La celiaquia està dirigida per una resposta immunitària contra el gluten per part de les cèl·lules T (limfòcits). Aquesta està fortament relacionada amb l'antigen d'histocompatibilitat HLA DQ2.5, però a vegades també amb HLADQ2.2. Ambdues molècules tenen una vinculació pèptida ("motius d'unió al pèptid") molt similar, i totes dues presenten epítops de gluten als limfòcits T. S'ha trobat que les cèl·lules presentadores d'antigen DQ2.5 positives tenen més estabilitat amb els enllaços peptídics i perllonguen més la presentació del gluten en comparació amb les cèl·lules DQ2.2 positives. Aquest avantatge de DQ2.5 per retindre el carregament del pèptid pot deure's a un polimorfisme de DQ alfa 22, amb el qual DQ2.5 (tirosina) pot establir un pont d'hidrogen amb un pèptid amb el qual la cadena de 2.2 no podria. S'ha trobat que l'estabilitat cinètica dels conjunts pèptid-complex major d'histocompatibilitat (MHC) té una importància rellevant a l'hora d'associar-ho amb la malaltia celíaca.
DQ2.2 és altament homòloga a DQ2.5. però, en canvi, per ella sola suposa un baix risc de provocar l'aparició de la celiaquia. Es pot apreciar notablement, que les persones que són heterozigotes per DR7-DQ2 i DR5-DQ7, tenen més risc de patir celiaquia. Això s'explica per l'expressió de DQ2.5 en aquestes persones, pels al·lels HLA-DQA1 i HLA-DQB1, allotjats en els cromosomes oposats. Això suggereix que les variacions a la cadena alfa de DQ2 tenen un efecte considerable pel que fa al risc de patir la celiaquia. La raó de l'associació selectiva amb DQ2.5 i no pas amb DQ2.2 amb la celiaquia no és obvia, ja que els enllaços amb pèptids d'aquestes dues molècules són pràcticament idèntics. A més, les cèl·lules T reactives de pacients celíacs DQ2.5 positius reconeixen els epítops de gluten de les cèl·lules T quan són presentats per APC's DQ2.2 positives, encara que ho fan amb una menor eficiència per alguns epítops de gluten de les cèl·lules T.

## Implicació en la celiaquia
La malaltia celíaca és l'enteropatia induïda per l'alimentació més comuna en humans. Els pacients que la presenten mostren una intolerància permanent envers les proteïnes del gluten trobades al blat.
El DQ2 representa el segon factor de risc més alt per a la malaltia celíaca, darrere de tenir un familiar proper amb aquesta. A causa del seu vincle amb la malaltia celíaca, DQ2 té l'associació més alta de qualsevol serotip HLA relacionat amb malalties autoimmunitàries. Prop del 95% de tots els celíacs tenen DQ2, dels quals el 30% té 2 còpies d'aquest i dels homozigots DQ2 que mengen blat, el risc de per vida és entre 20 i 40% per la malaltia celíaca.
Les freqüències d'al·lel de l'HLA a les poblacions del nord d'Àfrica mostren algunes diferències en la seva distribució en comparació amb els europeus, els mediterranis i els subsaharians, i alguns al·lels i haplotips específics poden ser clínicament rellevants. La malaltia celíaca ha augmentat ràpidament en la prevalença al nord d'Àfrica; però hi ha poques dades immunogenètiques per a aquesta zona, en què s'ha descrit una alta prevalença de la malaltia. Cal destacar l'elevada freqüència d'homozigosositat de DQ2.5 (45.2%) de la qual consten els marroquins amb celiaquia, en comparació amb altres poblacions (23-32%).

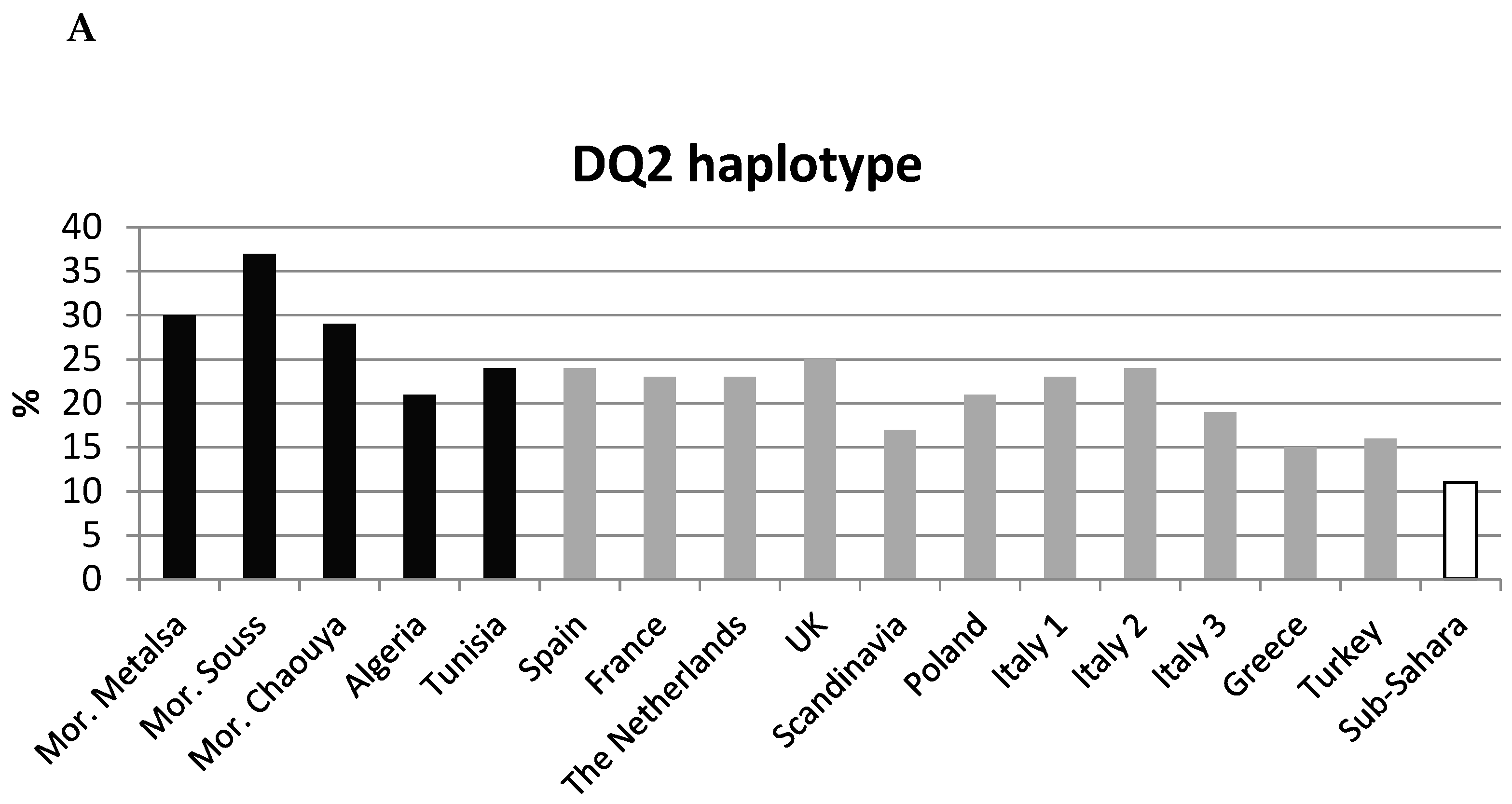
Freqüències al·lèliques del DQ2

La relació de DQ2 i malaltia celíaca, però, és complexa perquè hi ha múltiples isoformes de DQ2. La isoforma DQ α5β2 (DQ2.5) està fortament associada amb la celiaquia. Aquesta, està parcialment codificada pels gens DQB1 * 02 en individus positius per HLA-DQ2. DQB1 * 0201 i està genèticament vinculat a DQA1 * 0501 formant l'haplotip DQ2.5 que codifica les subunitats α5 i β2. L'haplotip DQ2.5 confereix el risc genètic més alt per a la malaltia, però, un risc comparable també pot provenir d'al·lels molt similars en diferents haplotips.
Les molècules de HLA-DQ s'uneixen i presenten pèptids a cèl·lules T específiques de l'antigen. Actualment, s'accepta que HLA-DQ2.5 pot unir-se i presentar pèptids de gluten i que aquests complexos de pèptids HLA-DQ indueixen respostes inflamatòries de les cèl·lules T, causant malalties. La molècula HLA-DQ2.5 uneix preferentment els pèptids amb aminoàcids carregats negativament en les posicions d'ancoratge, mentre que els pèptids de gluten contenen poques càrregues negatives, les quals poden ser introduïdes per l'enzim transglutaminasa que desamida selectivament els residus de glutamina en els pèptids de gluten.
Existeix una segona molècula HLA-DQ2 (DQA1 * 0201, DQB1 * 0202), amb propietats d'unió a pèptids pràcticament idèntiques a les propietats de HLA-DQ2.5. De fet, s'ha demostrat que HLA DQ2.2 s'uneix i presenta un pèptid de gluten a les cèl·lules T. No obstant això, HLA-DQ2.2 no predisposa per a la malaltia celíaca si no s'expressa juntament amb HLA-DQ2.5. Els individus homozigots per al genotip HLA-DQ2.5 o heterozigot HLA-DQ2.2 / 2.5 associats a la malaltia tenen el risc més gran de desenvolupar-la, en canvi, els individus heterozigots HLA-DQ2.5 / no DQ2.2 tenen un risc només lleugerament superior.

### Base estructural de la celiaquia

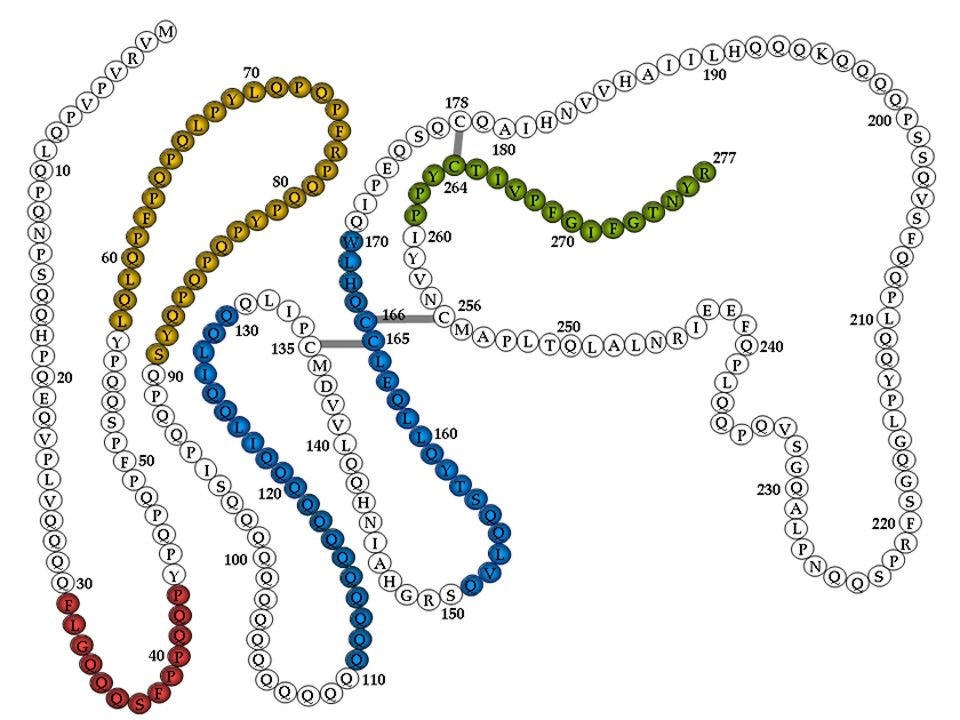
Pèptids de la gliadina rellevants en la celiaquia

Ha sigut identificat un pèptid de 33 aminoàcids pertanyent a la gliadina que presenta diverses característiques que suggereixen que és el principal responsable per a l'activació anormal del sistema immunològic intestinal en la malaltia celíaca. A més a més, s'ha pogut observar endopèptids bacterians PEP (prolyl-endopeptidase) capaços d'adherir-s'hi i deixar fora de funcionament a aquest pèptid. Aquesta relació pot dur a un possible tractament de la celiaquia usant aquest enzim bacterià com adjuvant dels enzims digestius luminals.
Aquest pèptid de 33 aminoàcids derivat de la gliadina és resistent a la degradació pels enzims digestius i peptidases del lumen. Tanmateix, estimula eficaçment la proliferació de cèl·lules de T CD4 + intestinals, després del tractament amb transglutaminasa, en els pacients celíacs. No obstant això per aconseguir l'antigen que presenta les cèl·lules presents en la làmina pròpia, i per estar disponible per a la presentació a les cèl·lules T intestinals, aquest pèptid ha de creuar l'epiteli intestinal. La degradació dels 33 aminoàcids d'aquest pèptid durant el transport transepitelial que s'observa per a altres pèptids rics en prolina no pot excloure's, en la mesura que les cèl·lules epitelials expressen una prolyl endopeptidasa.
La malaltia celíaca es caracteritza per l'atròfia de les vellositats intestinals i malabsorció. A més, és dependent en la ingestió de prolamines, i la toxicitat d'aquesta, en pacients celíacs, és resultat de l'habilitat d'activar les cèl·lules de T en els pacients genèticament susceptibles amb HLA-DQ2 i haplotips de DQ8.
Específicament, les cèl·lules T CD4 + de la làmina pròpia proliferen en resposta a pèptids de gliadina presentats a través d'HLA DQ2/8. Les gliadines són els substrats exògens excel·lents per a la TG2, un enzim normalment involucrat en la reparació del teixit. Amb pH àcid, aquest enzim adquireix la capacitat de desamidació i pot selectivament convertir residus de glutamina de la gliadina en àcid glutàmic. Aquest procés crea càrregues elèctriques negatives en pèptids de gliadina, afavorint la seva fixació en antigen HLA DQ 2/8 que presenta les cèl·lules, i de tal manera l'activació de cèl·lules T.